# Маріна Таваріс
Маріна Таваріс (порт. Marina Tavares; нар. 17 листопада 1984) — колишня бразильська тенісистка.
Найвищу одиночну позицію світового рейтингу — 864 місце досягла 21 липня 2003, парну — 226 місце — 22 червня 2009 року.
Здобула 7 парних титулів туру ITF.

## Фінали ITF
| турніри $50,000 |
| турніри $25,000 |
| турніри $10,000 |

### Парний розряд (7–9)
| Результат | Ранг | Дата            | Турнір                      | Покриття   | Партнерка                   | Суперниці                                       | Рахунок          |
| --------- | ---- | --------------- | --------------------------- | ---------- | --------------------------- | ----------------------------------------------- | ---------------- |
| Поразка   | 1.   | 31 серпня 2003  | Асунсьйон, Парагвай         | Ґрунт      | Жоана Кортез                | Хорхеліна Краверо Карла Тіене                   | 3–6, 4–6         |
| Поразка   | 2.   | 29 вересня 2003 | Гвадалахара, Мексика        | Ґрунт      | Ана Лусія Мільяріні де Леон | Марсела Еванжеліста Карла Тіене                 | 0–6, 6–3, 3–6    |
| Поразка   | 3.   | 1962            | Флоріанополіс, Бразилія     | Тверде     | Габріела Зіліотту           | Марсела Еванжеліста Карла Тіене                 | 2–6, 3–6         |
| Поразка   | 4.   | 16 травня 2004  | Монсон, Іспанія             | Тверде     | Жоана Кортез                | Ларісса Карвальйо Неуза Сілва                   | 2–6, 4–6         |
| Поразка   | 5.   | 14 червня 2004  | Ленцергайде, Швейцарія      | Ґрунт      | Жоана Кортез                | Еріка Краут Орелі Веді                          | 2–6, 4–6         |
| Перемога  | 1.   | 16 серпня 2004  | Кендзежин-Козьле, Польща    | Ґрунт      | Каталін Мароші              | Івета Герлова Сандра Заглавова                  | 1–6, 6–4, 6–2    |
| Поразка   | 6.   | 31 серпня 2004  | Местре, Італія              | Ґрунт      | Каталін Мароші              | Роса Марія Андрес Родрігес Лурдес Домінгес Ліно | 1–6, 2–6         |
| Перемога  | 2.   | 19 червня 2005  | Монтемор-у-Нову, Португалія | Тверде     | Карла Тіене                 | Зара Раб Лаура Цельдер                          | 6–4, 6–3         |
| Поразка   | 7.   | 23 серпня 2005  | Марибор, Словенія           | Ґрунт      | Каталін Мароші              | Марі Андерссон Крістіна Андловіч                | 6–7(2), 3–6      |
| Поразка   | 8.   | 27 вересня 2005 | Волос, Греція               | Килим      | Каталін Мароші              | Ніколе Клеріко Катарійна Туогімаа               | 4–6, 2–6         |
| Перемога  | 3.   | 4 жовтня 2005   | Рим, Італія                 | Ґрунт      | Каталін Мароші              | Джулія Меруцці Нансі Рустіньйолі                | walkover         |
| Перемога  | 4.   | 26 червня 2006  | Зальцбург, Австрія          | Ґрунт      | Каталін Мароші              | Даніела Клеменшиц Сандра Клеменшиц              | 3–6, 7–6(2), 6–3 |
| Перемога  | 5.   | 16 червня 2008  | Давос, Швейцарія            | Ґрунт      | Каталін Мароші              | Катержина Крамперова Яніна Тольян               | 5–7, 6–4, [10–7] |
| Поразка   | 9.   | 30 червня 2008  | Штутгарт, Німеччина         | Ґрунт      | Каталін Мароші              | Крістіна Барруа Лаура Зігемунд                  | 3–6, 4–6         |
| Перемога  | 6.   | 20 жовтня 2008  | Сагне (місто), Канада       | Тверде (i) | Каталін Мароші              | Габріела Дабровскі Шерон Фічмен                 | 2–6, 6–4, [10–4] |
| Перемога  | 7.   | 23 березня 2009 | Латина                      | Ґрунт      | Каталін Мароші              | Катерина Лопес Марина Шамайко                   | 6–2, 6–0         |